# ろ号券
ろ号券（ろごうけん）は、日本銀行券（紙幣、お札）の種類の一つ。券種は、ろ百円券・ろ十円券・ろ五円券の3種である。題号は単に「日本銀行券」であり、不換紙幣である。
3券種いずれも、い号券の後継として発行され、後継としてA号券が発行されたが、当時の様式符号は、単純に額面金額ごとの発行順（計画されていたが未発行の券種を含む）に符号が付与されていたため、同じ様式符号であっても近い時期の発行とは限らない。ろ五円券が先に発行された後、ろ十円券・ろ百円券が発行された。
ろ号券は全券種発行が停止されており、現在では全券種失効している。

## ろ号券の一覧
| 券種     | 表面                 | 裏面               | 発行開始日                 | 支払停止日・失効日                                       | 備考 |
| -------- | -------------------- | ------------------ | -------------------------- | -------------------------------------------------------- | --- |
| ろ百円券 | 聖徳太子             | 法隆寺西院伽藍全景 | 1945年（昭和20年）8月17日  | 日本銀行券預入令により1946年（昭和21年）3月2日限りで失効 | 通称は「3次100円」。 発行当初は表面地模様2色。 1945年（昭和20年）8月頃より表面地模様1色のものが発行開始。 新円切替の際、証紙を貼付して新円の代用とする措置が取られ、これは1946年（昭和21年）10月31日限りで失効。 |
| ろ十円券 | 和気清麻呂           | 護王神社本殿       | 1945年（昭和20年）8月17日  | 日本銀行券預入令により1946年（昭和21年）3月2日限りで失効 | 通称は「4次10円」。 発行当初は表面地模様2色。 1945年（昭和20年）11月頃より表面地模様1色のものが発行開始。 新円切替の際、証紙を貼付して新円の代用とする措置が取られ、これは1946年（昭和21年）10月31日限りで失効。 |
| ろ五円券 | 菅原道真、北野天満宮 | 彩紋               | 1943年（昭和18年）12月15日 | 日本銀行券預入令により1946年（昭和21年）3月2日限りで失効 | 発行当初は記番号黒色で通し番号あり、通称「3次5円」。 1944年（昭和19年）11月20日より記号赤色で通し番号なしのものが発行開始、通称「4次5円」。                                                                      |